# Ordinatio sacerdotalis
Ordinatio sacerdotalis (česky Kněžské svěcení) je apoštolský list, který vydal papež Jan Pavel II. 22. května 1994. Jan Pavel II. v něm hovořil o postoji katolické církve, která požaduje „vyhrazení kněžského svěcení pouze mužům“, a napsal, že „církev nemá žádnou pravomoc udělovat kněžské svěcení ženám“. Ačkoli se v dokumentu uvádí, že byl sepsán proto, „aby byly odstraněny všechny pochybnosti týkající se záležitosti velkého významu“, někteří katolíci jej zpochybňují jak co do obsahu, tak co do autoritativnosti jeho učení.

## Obsah
S odvoláním na dřívější vatikánský dokument Inter insigniores „o otázce přijímání žen do služebného kněžství“, vydaný Kongregací pro nauku víry v říjnu 1976, papež Jan Pavel vysvětluje oficiální římskokatolické chápání, že kněžství je zvláštní úloha, kterou speciálně určil Ježíš, když ze skupiny svých následovníků – mužů a žen – vybral dvanáct mužů. Papež Jan Pavel poznamenává, že Ježíš vybral Dvanáct po noci strávené na modlitbách – srov. Lk 6, 12 (Kral, ČEP) a že sami apoštolové byli při výběru svých nástupců pečliví. Kněžství je „specificky a úzce spojeno s posláním samotného Vtěleného Slova“.
Dopis končí slovy:
Proto, aby byly odstraněny všechny pochybnosti o velmi důležité věci, která se týká samotné božské ústavy církve, z titulu své služby potvrzování bratří – srov. Lk 22, 32 (Kral, ČEP) prohlašuji, že církev nemá žádnou pravomoc udělovat kněžské svěcení ženám a že tento rozsudek mají s konečnou platností zastávat všichni věřící církve.

## Magisteriální závažnost
Viz též: Učitelský úřad církve
Další informace: Papežská neomylnost
Výraz „definitivně zastávaný všemi věřícími církve“ se vztahuje k plnému souhlasu víry s dogmaty katolické církve. Nicméně více teologů tvrdí, že Ordinatio sacerdotalis nebylo vydáno v rámci mimořádného papežského magisteria jako prohlášení ex cathedra, a proto samo o sobě není považováno za neomylné.
V responsum ad dubium (odpovědi na pochybnost), výslovně schválené papežem Janem Pavlem II. a datované v říjnu 1995, Kongregace pro nauku víry odpověděla, že učení Ordinatio sacerdotalis bylo „neomylně stanoveno řádným a všeobecným magisteriem“, a proto „je třeba se ho držet s konečnou platností, protože patří do depozita víry“.
Americká katolická teologická společnost (Catholic Theological Society of America) vydala v roce 1997 zprávu, kterou schválilo 216 z 248 hlasujících členů, v níž se uvádí, že „existují vážné pochybnosti o povaze autority tohoto učení a o důvodech v Tradici“.
V roce 1998 vydala Kongregace pro nauku víry další stanovisko, doktrinální komentář Ad tuendam fidem, v němž se říká, že nauka Ordinatio sacerdotalis nebyla vyučována jako výslovně božsky zjevená, ačkoli by tak mohla být někdy v budoucnu vyučována, tj. nebylo určeno, zda má být tato nauka „považována za vnitřní součást zjevení, nebo pouze za logický důsledek“, avšak v obou případech je jistě definitivní a je třeba jí neomylně věřit.